# Decarbonatazione dell'acqua
La decarbonatazione dell'acqua è un processo attraverso il quale la concentrazione bicarbonato di calcio e bicarbonato di magnesio presente nell'acqua viene diminuita o azzerata. In questa maniera si riduce la durezza temporanea dell'acqua.
La decarbonatazione in genere è inserita all'interno del processo di demineralizzazione (per produrre acqua demineralizzata), ma in alcuni casi (ad esempio per la produzione della birra) l'acqua viene semplicemente decarbonata, senza passare attraverso le altre fasi della demineralizzazione.
La decarbonatazione in genere viene effettuata quando la concentrazione di ione bicarbonato nell'acqua supera i 14-20 mg/l.
L'anidride carbonica si può eliminare facendo passare l'acqua attraverso una resina cationica forte, che ne diminuisce drasticamente il pH, secondo la reazione:
HCO−3 + H+ ⇄ CO2 + H2O
l'acqua viene quindi fatta passare attraverso una cosiddetta "torre di decarbonatazione", in cui l'anidride carbonica viene allontanata per strippaggio.
All'interno della torre di carbonatazione l'acqua, che cade dall'alto, incontra l'aria, che sale dal basso.